# Vale do Cucaú
Vale do Cucaú, Pernambuco, é o lugar para onde os habitantes do Quilombo de Palmares se mudaram após aceitar o tratado de paz que o governador Pedro de Almeida propôs a Ganga Zumba. Ganga e o irmão Ganga Zona negociaram o acordo de paz entre o Quilombo dos Palmares e o Reino Português.
Como consequência, hoje em dia algumas pessoas do Movimento Negro, faz uso do nome Ganga Zumba para definir outra pessoa como "traidor".